# هاري لوك
هاري لوك (بالإنجليزية: Harry Luke) هو سياسي بريطاني (وحمل سابقاً جنسية المملكة المتحدة لبريطانيا العظمى وأيرلندا)، ولد في 1884 في إنجلترا في المملكة المتحدة، وتوفي في 1969 في قبرص. انتخب Governor of Fiji ‏.